# 约翰·拉特利奇
约翰·拉特利奇（英語：John Rutledge，1739年9月17日—1800年7月23日），美国政治家、律师、奴隶主，南卡罗来那州人。他生于查尔斯顿，父亲是爱尔兰移民和医生，其弟爱德华·拉特利奇是美国独立宣言的签署人之一。曾在伦敦学习法律并从律师业，后返回南卡罗莱那继续法律生涯，积蓄了一大笔财产、种植园和奴隶。1761年，他开始从政，被选入省殖民议会直至独立战争爆发。1765年，英国加强印花税条例，他建立委员会上书英国上议院表示反对。拉特利奇参加了第一、二届美国大陆会议，主张温和。他在南卡罗来那州政府任职并参与撰写州宪法。1778年，保守的他因反对州宪法中的民主修正案，愤而辞去职务，曾获得“独裁者约翰”的绰号。1779年他被选为州长，1782年辞职，但仍保留州议员职务。1787年他参加了费城制宪会议，支持奴隶制和强大的中央政府。1789年他被乔治·华盛顿任命为美国最高法院陪审法官至1791年，1795年任最高法院首席法官。他于1800年逝世，埋葬在查尔斯顿。

## 生平

### 大法官
1789年9月24日，乔治·华盛顿任命拉特利奇为美国最高法院的大法官。美国参议院于1789年9月26日确认了他的任命，华盛顿当天签署了首席大法官约翰·杰伊和拉特利奇的两个委员会。
1791年3月4日，拉特利奇辞去了最高法院的职务，成为南卡罗莱纳州法院的首席大法官。

### 首席大法官
1795年6月28日，首席大法官约翰·杰伊辞职，当选为纽约州州长。华盛顿任命拉特利奇接替杰伊担任首席大法官。由于参议院直到当年12月才开会，拉特利奇的休会任命立即生效。1795年6月30日，他被委任为最高法院的第二位首席大法官。
1795年7月16日，拉特里奇发表了一篇极具争议的演讲，谴责同英国签定的《杰伊条约》。据报道，他在演讲中说“他宁愿总统去死也不愿签署幼稚的文件”，他“宁愿战争也不愿接受这个条约”。
1795年12月10日，拉特利奇被正式提名为最高法院大法官，在此之前，拉特利奇的声誉一落千丈，对他的提名的支持也逐渐消失。关于精神疾病和酒精滥用的谣言在他周围盘旋，主要是由联邦党人媒体捏造的。他对《杰伊条约》所作的回应和行动被用来作为他精神持续衰退的证据。1795年12月15日，参议院以14票对10票否决了他的任命。这是参议院第一次拒绝最高法院的提名。到目前为止，这是最高法院唯一未被确认的休会任命，拉特利奇仍然是最高法院中唯一一个不由自主地被参议院否决的法官。
参议院否决了他的提名，这让拉奇精神崩溃。1795年12月26日，他从一个码头跳到查尔斯顿港，企图自杀。他被两个看见他溺水的奴隶救了出来。
拉特里奇于1795年12月28日辞职，他是美国所有首席大法官中任期最短的一个（138天）。

### 晚年
在关于《杰伊条约》的灾难性演讲、参议院的拒绝、自杀企图和最高法院的辞职之后，拉特利奇退出了公众生活，回到了查尔斯顿。他于1800年去世，享年60岁。他被安葬在查尔斯顿的圣迈克尔圣公会教堂。他的一幢房子据说建于1763年，1790年售出，1989年翻修后对外开放，取名为约翰·拉特利奇酒店。